# Nikolskoje (oblast Leningrad)
Nikolskoje (Russisch: Никольское; Fins: Lomkka) is een Russische stad in de oblast Leningrad, gelegen in het rayon van Tosno.
Nikolskoje ligt 40 kilometer ten zuidoosten van Sint-Petersburg aan de oevers van de Tosna, een zijrivier van de Neva. Het inwoneraantal schommelt al jaren rond de 17.000. Reeds in het begin van de 18e eeuw bestond er op de plek van het huidige Nikolskoje een nederzetting. Nikolskoje heeft stadstatus sinds 1990.
Bestuurlijk centrum: Sint-Petersburg (geen onderdeel van de oblast)

Steden: Boksitogorsk · Gatsjina · Ivangorod · Kamennogorsk · Kingisepp · Kirisji · Kirovsk · Kommoenar · Ljoeban · Lodejnoje Pole · Loega · Nikolskoje · Novaja Ladoga · Otradnoje · Pikaljovo · Podporozje · Primorsk · Priozersk · Sertolovo · Sjasstroj · Sjlisselburg · Slantsy · Sosnovy Bor · Svetogorsk · Tichvin · Tosno · Volchov · Volosovo · Vsevolozjsk · Vyborg · Vysotsk

Stedelijke districten: Sosnovy Bor

Gemeentelijke districten: Boksitogorski · Gatsjinski · Kingiseppski · Kirisjski · Kirovski · Lodejnopolski · Loezjski · Lomonosovski · Podporozjski · Priozerski · Slantsevski · Tichvinski · Tosnenski · Volchovski · Volosovski · Vsevolozjski · Vyborgski